# Pürgen
Pürgen – miejscowość i gmina w Niemczech, w kraju związkowym Bawaria, w rejencji Górna Bawaria, w regionie Monachium, w powiecie Landsberg am Lech, siedziba wspólnoty administracyjnej Pürgen. Leży około 5 km na południowy wschód od Landsberg am Lech.

## Demografia
| Rok  | Liczba mieszkańców |
| ---- | ------------------ |
| 1970 | 1 857              |
| 1987 | 2 241              |
| 2000 | 2 757              |
| 2005 | 3 149              |

### Struktura wiekowa
Dane o ludności z 31 grudnia 2008:
| Opis                                | Ogółem | Ogółem | Kobiety | Kobiety | Mężczyźni | Mężczyźni |
| ----------------------------------- | ------ | ------ | ------- | ------- | --------- | --------- |
| Jednostka                           | osób   | %      | osób    | %       | osób      | %         |
| Populacja                           | 3245   | 100    | 1601    | 49,34   | 1644      | 50,66     |
| Wiek przedprodukcyjny (0–17 lat)    | 727    | 22,4   | 332     | 10,23   | 395       | 12,17     |
| Wiek produkcyjny (18–65 lat)        | 2047   | 63,08  | 1010    | 31,12   | 1037      | 31,96     |
| Wiek poprodukcyjny (powyżej 65 lat) | 471    | 14,51  | 259     | 7,98    | 212       | 6,53      |

## Polityka
Wójtem gminy jest Klaus Flüß z DG, rada gminy składa się z 16 osób.
|      | DG | DGL | DGS | DGU | Razem |
| 2008 | 7  | 4   | 3   | 2   | 16    |
| 2002 | 5  | 4   | 3   | 2   | 14    |